# Kastration
Kastration er den proces, der fjerner kønskirtlerne eller kønsdriften. En kastrat eller en gilding er et individ, der er blevet kastreret.
Mænd er gennem tiden blevet kastreret ud fra forskellige motiver. Drenge for at bevare deres lyse stemme.

## Dyr
Kastrering af dyr sker for kæledyrenes vedkommende for at frembringe et roligere gemyt og undgå ildelugtende territorialafmærkninger. Man kastrerer slagtedyr for kødets skyld, mens det for trækdyrene gælder om at gøre dem roligere og stærkere.
Kastrerede dyr har ofte fået et navn: 
| Handyr | Navn som kastreret |
| ------ | ------------------ |
| Tyr    | Stud/okse          |
| Hingst | Vallak             |
| Orne   | Galt               |
| Hankat | Fyr                |
| Gase   |                    |
| Hane   | Kapun              |
| Vædder | Bede               |